# Achtung (Album)
Achtung ist ein 2015 erschienenes Musikalbum der deutschen Gruppe Pur.

## Entstehung und Veröffentlichung
Die Lieder des Albums Achtung entstanden von 2014 bis 2015. Den Text zum Lied Lichter aus schrieb Hartmut Engler Anfang 2015, ohne zu wissen, dass die Zeilen im Zuge der Flüchtlingskrise neun Monate später an Aktualität gewinnen würden. Einfluss auf das Album hatte auch die Sendung Sing meinen Song, an der Hartmut Engler im Frühjahr 2015 teilnahm und die vom 19. Mai bis 7. Juli 2015 ausgestrahlt wurde. Hartmut Engler stellte das Titellied Achtung beispielsweise im Rahmen der Sendung vor. Am 16. Juni 2015 wurde die Single Achtung als MP3-Download veröffentlicht. Die Erlöse einer Version mit dem Kinderchor der Musikschule Bietigheim-Bissingen gingen an die Toni-Kroos-Stiftung.
Auf die Kooperation in der Sendung geht das von Xavier Naidoo, Carolin Niemczyk und Hartmut Engler interpretierte Lied Wer hält die Welt zurück, das auf dem Album enthalten ist und ebenfalls als Single veröffentlicht wurde. Während Engler die Strophen des Liedes schrieb, war Naidoo Verfasser des Refrains. Mit Niemczyk von der Gruppe Glasperlenspiel, die im Refrain zu hören ist, war Pur im September 2014 beim Konzert Pur & Friends gemeinsam aufgetreten. Das Lied Anni entstand zum 90. Geburtstag von Englers Mutter und als eine Ergänzung zu Wenn sie diesen Tango hört. Inspiriert wurde Engler zum Lied anlässlich Daniel Wirtz’ Interpretation von Wenn sie diesen Tango hört bei Sing meinen Song (Platz 14 der deutschen Single-Charts); bereits am folgenden Tag hatte er Anni fertiggestellt.
Der Albumtitel Achtung wurde bewusst doppeldeutig gewählt (jemanden achten, auf etwas achten). Die Covergestaltung stammt von Artworque/Michaela Schmidt sowie Martin Ansel.
Achtung erschien am 18. September 2015 und erreichte sofort Platz 1 der Charts, wurde jedoch bereits in der zweiten Woche vom Album Dos Bros der Gruppe The BossHoss von der Chartspitze verdrängt. Am 21. November 2015 erschien auf VOX die vierteilige Dokumentation 35 Jahre PUR – Reise ins Abenteuerland, die die Gruppe unter anderem ein Jahr lang bei der Arbeit an Achtung und der Tourvorbereitung zeigte.
Ab Dezember 2015 ging die Gruppe auf Album-Tournee, wobei die Vorpremiere am 3. Dezember 2015 in Sinsheim stattfand. Offizieller Tourstart war am 5. Dezember 2015 in der Mercedes-Benz Arena in Berlin; es folgten weitere Konzerte in großen Hallen. Im Frühjahr 2016 setzte Pur die Tour mit 23 weiteren Konzerten in kleineren Städten fort, wobei die Generalprobe am 31. März 2016 in Heilbronn stattfand.

## Titelliste
1. Wer hält die Welt (mit Xavier Naidoo und Carolin Niemczyk) – 4:18
2. Heimwehland – 3:54
3. Vermiss Dich – 3:50
4. Achtung – 3:27
5. Guter Stern – 4:12
6. Gemeinsam – 4:37
7. Lichter aus – 3:28
8. Die Welle – 4:21
9. Nimm Dir – 4:05
10. Land in Sicht – 4:18
11. Anni – 4:27
12. Fallschirm – 4:18
13. Manchmal wenn ich traurig bin … – 1:45
14. Achtung – 1:55
15. Wer hält die Welt – 4:19

## Rezeption
Auf Achtung fordere Engler „mit markanter Stimme mehr gegenseitigen Respekt und setzt ein Zeichen gegen Fremdenhass. Die Songs sind zum Teil melancholisch, aber nicht hoffnungslos“, schrieb das Höchster Kreisblatt. Die Ostthüringer Zeitung befand, dass die Gruppe auf Achtung „[e]twas melancholischer vielleicht, aber noch immer mit ihrem typischen Hoffnungsschimmer“ auftrete.

## Auszeichnungen
Für mehr als 200.000 verkaufte Einheiten erhielt Achtung eine Platin-Schallplatte (Stand April 2017). Bei der Echoverleihung 2016 gewann Pur für Achtung am 7. April 2016 den Preis in der Kategorie „Gruppe national Rock/Pop“.